# Stonehenge dans l'art et la culture
Pour un article plus général, voir Stonehenge.
Stonehenge, le plus célèbre des monuments mégalithiques d'Angleterre, est devenu un symbole des savoirs anciens de l'humanité. Il est aussi un sujet d'inspiration littéraire et artistique, voire un lieu de spiritualité.

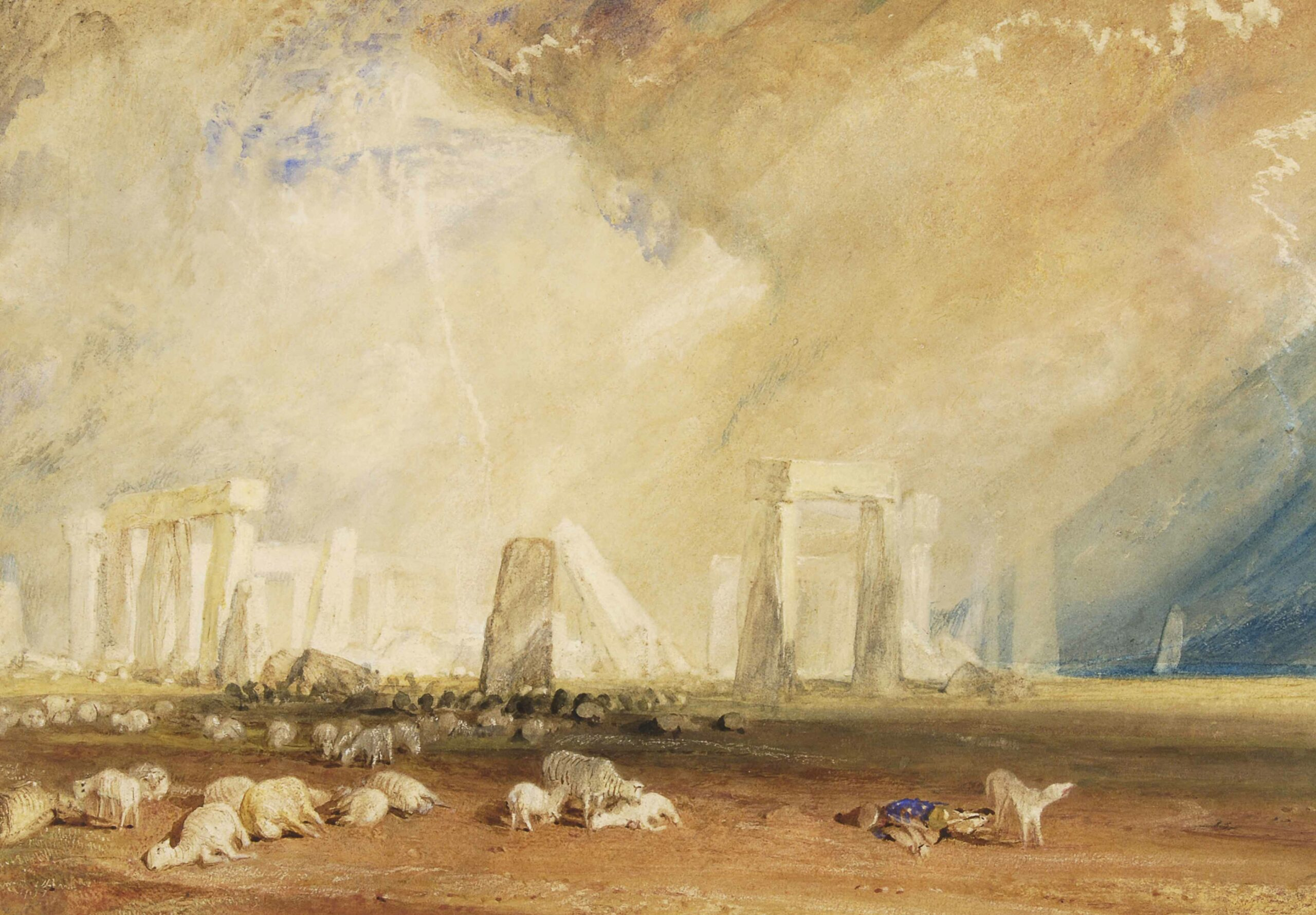
Stonehenge, vu par William Turner, 1828

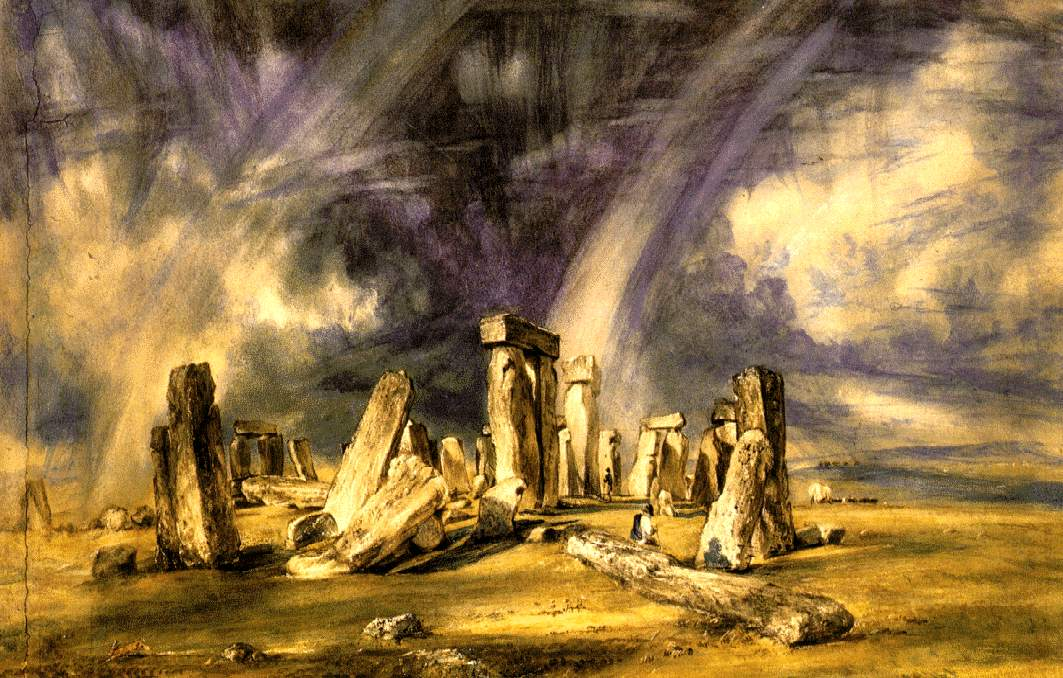
Stonehenge, vision romantique de John Constable, 1835

## Œuvres artistiques, musicales, littéraires

### Peinture
L'architecte britannique Inigo Jones (1573-1652) a mené la première étude sérieuse sur Stonehenge, avec mesures et restaurations. Il a laissé plusieurs ouvrages comportant des plans, des dessins et des tentatives de restitution.
Stonehenge a inspiré les peintres britanniques. J.M.W. Turner, dans son Stonehenge (1825-28), le montre au milieu des moutons. Leur blanc/gris répond à celui des pierres et du ciel. John Constable l'a peint dans son tableau Stonehenge (1835), exposé au Victoria and Albert Museum de Londres. Les traits dans le ciel (sans doute des arcs-en-ciel) donnent une ambiance mystique.

### Dessin et photographie d'art

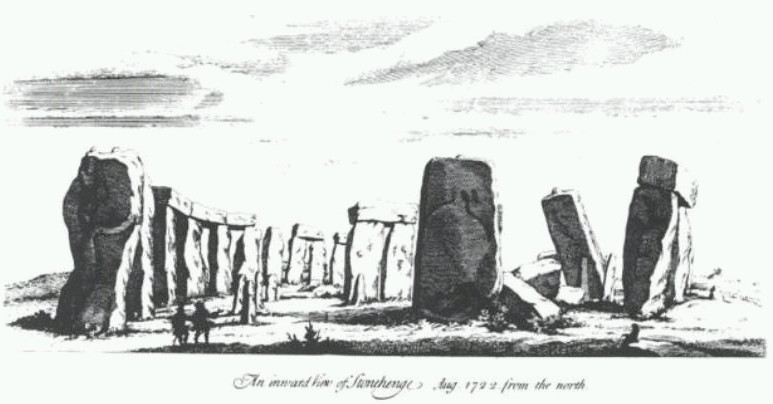
Illustration de Stonehenge, A Temple Restor'd to the British Druids, de William Stukeley, 1740
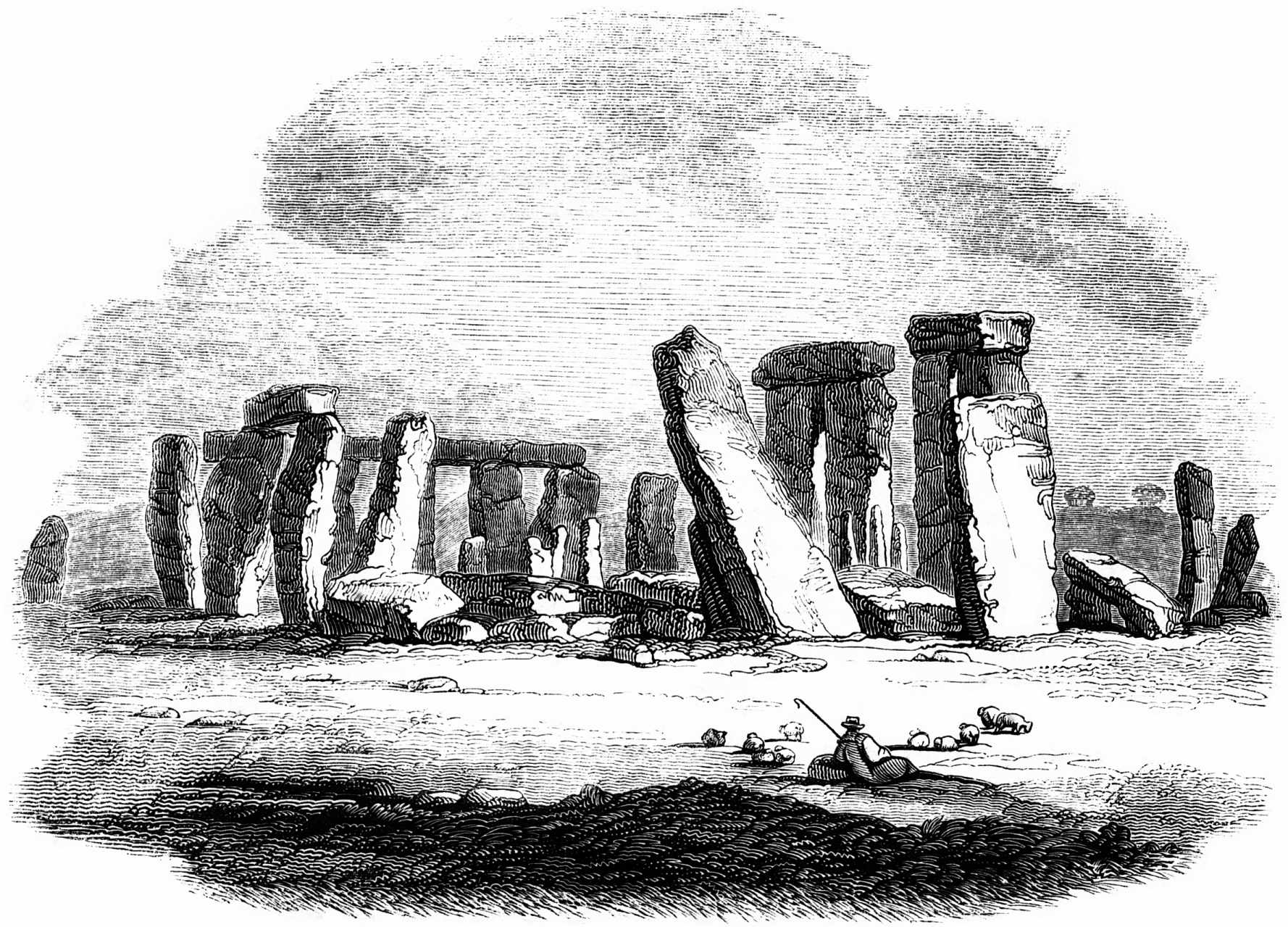
The present arrangement of the ruin of Stonehenge, gravure de Charles Knight illustrant son Old England: A Pictorial Museum, 1845.
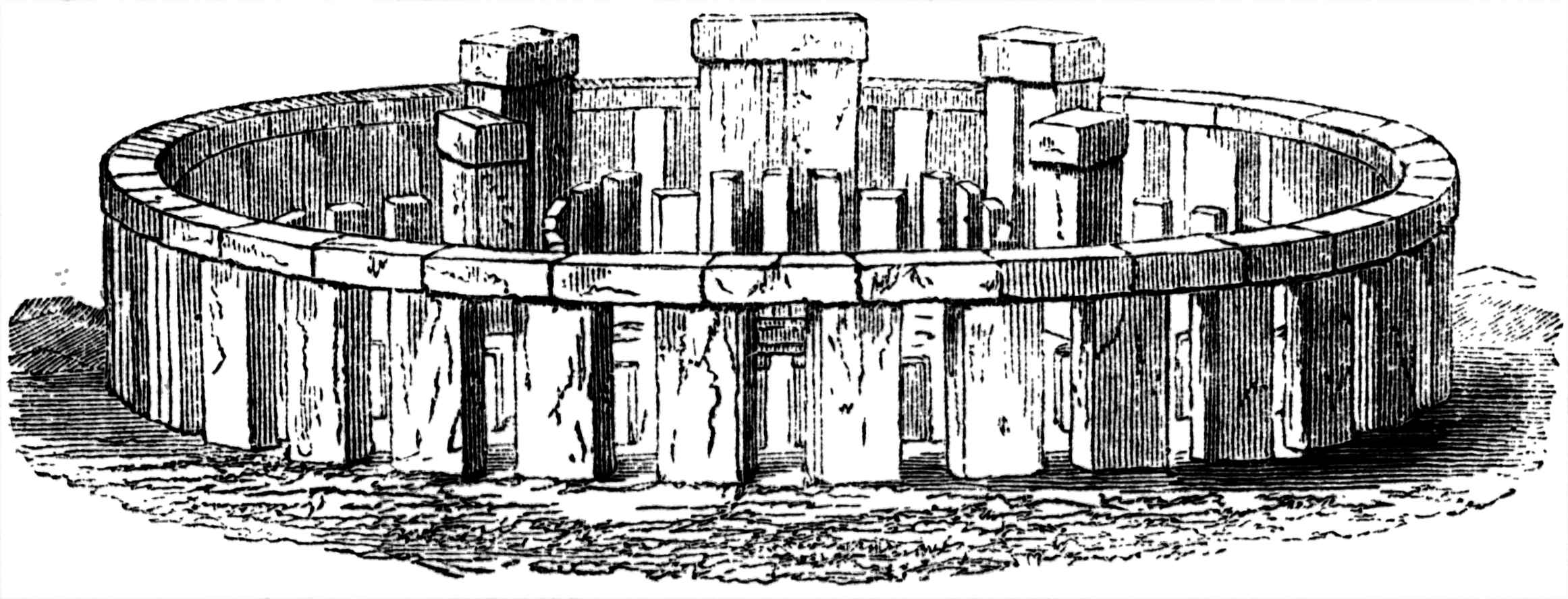
Stonehenge: Perspective elevation restored, gravure illustrant le Old England: A Pictorial Museum.
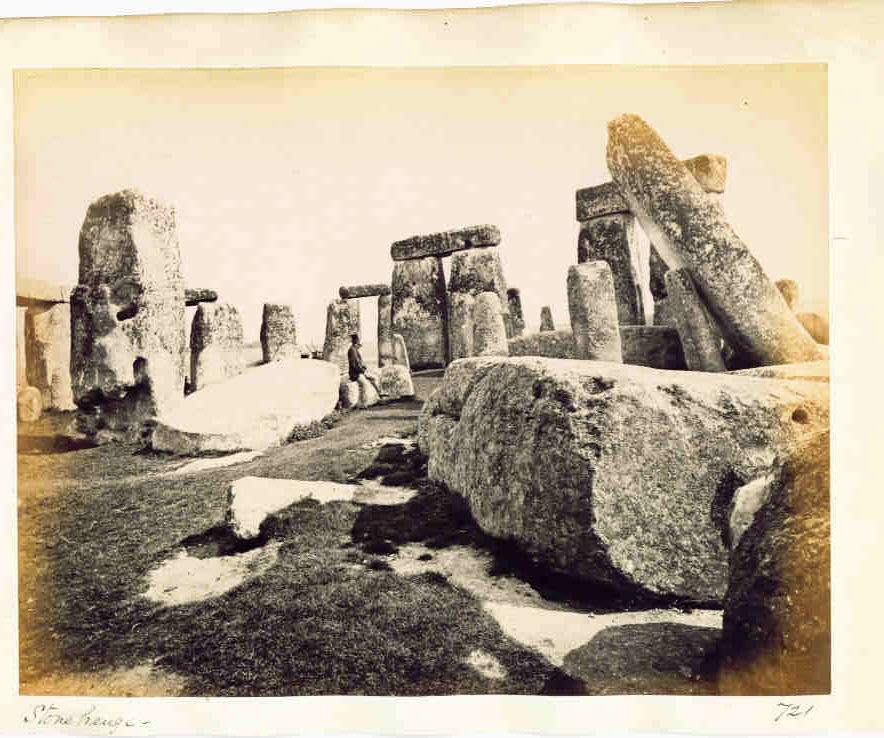
Photographie de Francis Frith, vers 1850
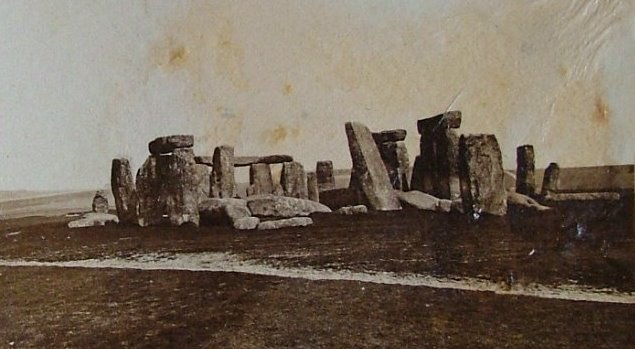
Photographie de Edwin J. Acott, 1877

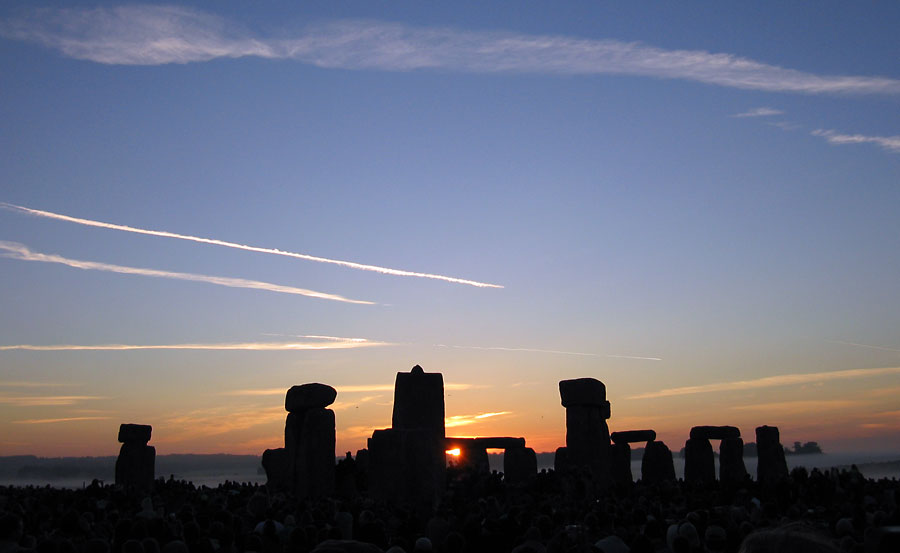
Lever de soleil
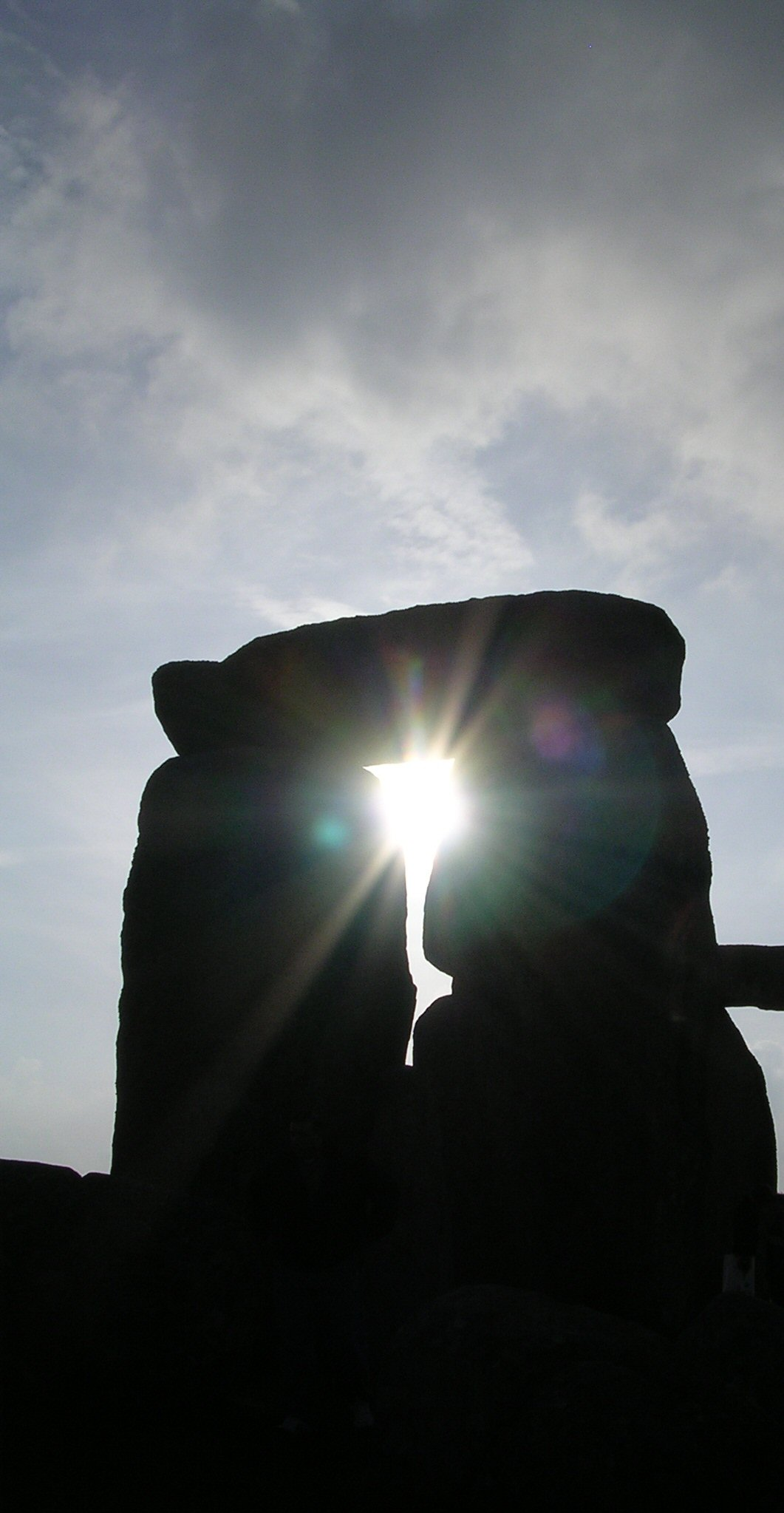
Coucher de soleil
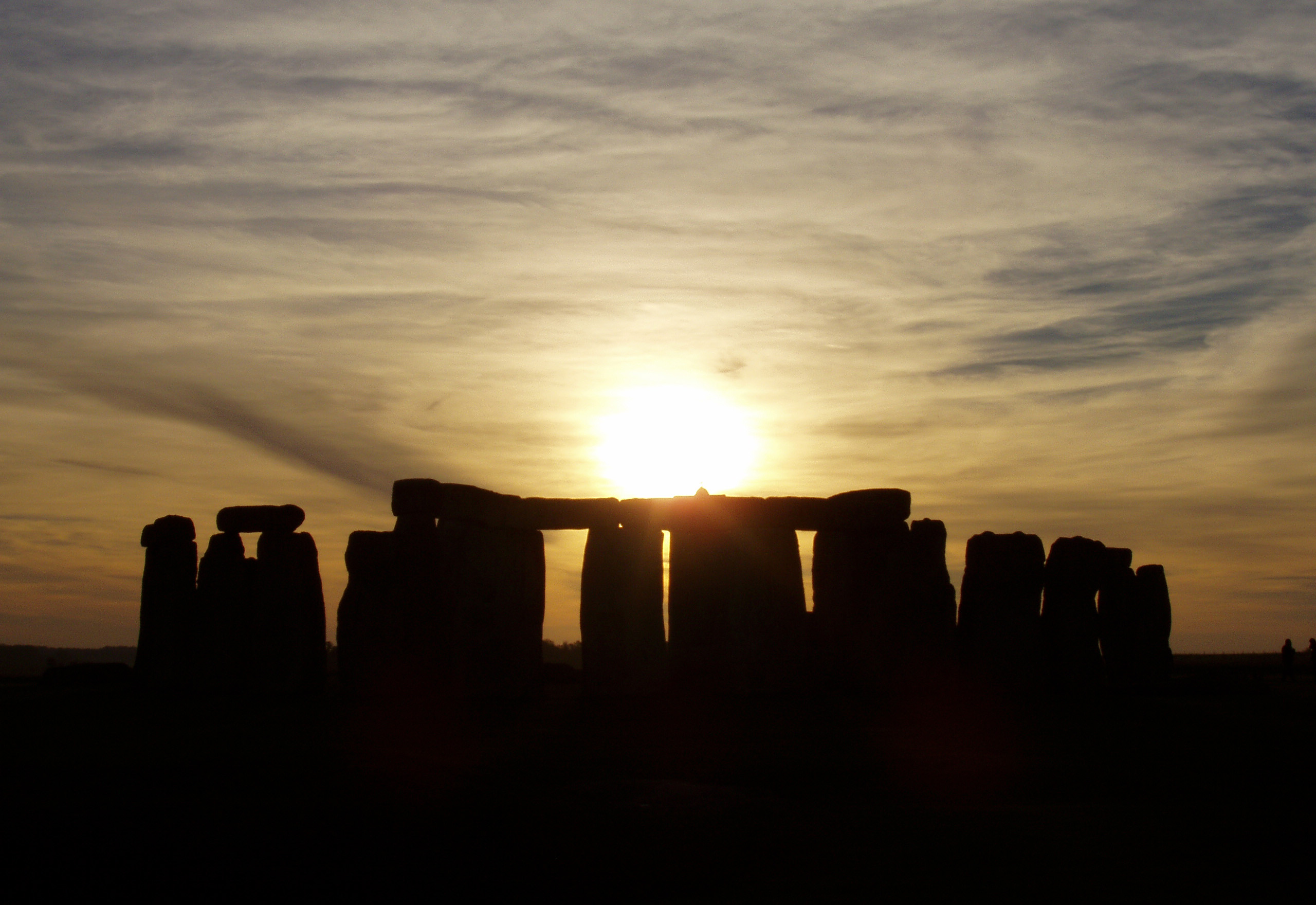
Coucher de soleil en novembre
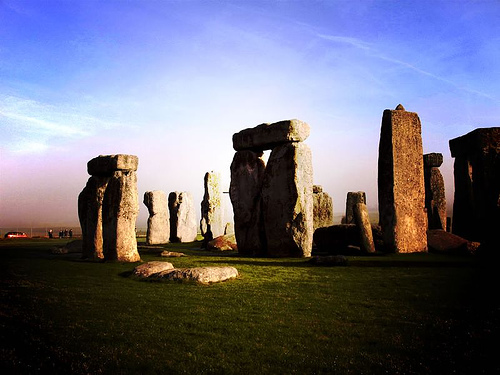
Stonehenge, vue de l'ouest, lomographie

### Bande dessinée
- Le monument préhistorique est un des lieux principaux de Songe d'un matin d'hiver, épisode de Corto Maltese réalisé par Hugo Pratt en 1972, paru dans Les Celtiques. Des personnages de la mythologie celtique s'y réunissent durant la Première Guerre mondiale, pour contrer l'invasion des Allemands (et avec eux, des personnages de la mythologie germanique). L'auteur décrit le lieu dans l'introduction : "On y arrive de préférence le matin de bonne heure, en venant d'Amesbury en Wiltshire. Vous le trouverez entre les routes A344 et A303, entouré d'une mer d'herbe sous le croassement des corbeaux et le gémissement du vent. Depuis 4 000 ans, Stonehenge est là, solitaire dans l'histoire et dans la grande plaine de Salisbury. Stonehenge, un nom ancien dans la géographie de la magie et de la légende..."
- Stonehenge est un des lieux de l'action de Stonehenge (2020), neuvième épisode de la série Les Mythics, scénarisée notamment par Patrick Sobral et illustré par Jérôme Alquié.

### Musique
- Le compositeur américain Paul W. Whear (en), né en 1925 à Auburn, Indiana, a composé, en 1971, une symphonie en trois mouvements sur le thème de Stonehenge : Stonehenge Symphony - Symphony no. 1 : 1. Solstice ; 2. Evocations ; 3. Sacrifice.
- Le groupe Ylvis a créé une chanson humoristique ayant comme thème Stonehenge et son utilité, son origine[1].

### Télévision
- Stonehenge Apocalypse (2010) est un téléfilm américain de Paul Ziller mettant une des théories du Stonehenge en fiction.
- Dans Doctor Who, la pandorica se trouve sous les vestiges de Stonehenge (saison 5 - épisode 12).
- Dans le dessin animé "L'Empire des Cinq ou Askadis – La Légende de l'empire perdu", l'épisode numéro 7 se déroule à Stonehenge : "Le mystère de Stonehenge" ("The Phantom of the Megalithic Temple" / "Kyoseki Shinden no Kaijin" / "巨石神殿の怪人").
- Dans  le  dessin animé "Inspecteur Gadget", l'épisode numéro 57 : "Gadget sauve Big Ben" ("Unhenged").

### Littérature
- La légende de Merlin, personnage de la littérature médiévale, dit qu'il serait le bâtisseur de Stonehenge. Historia regum Britanniae, écrit au XIIe siècle par Geoffrey de Monmouth, est la plus ancienne légende connue revendiquant la construction de Stonehenge. Après sa victoire sur les Saxons d'Hengist et Horsa, le roi breton Aurelius Ambrosius se rend au monastère de Kaerradoc (maintenant nommé Salisbury), où gisaient quantité de ses compatriotes. Ceux-ci furent massacrés par les Saxons, qui les avaient amicalement invité à un festin, avant de les poignarder par traitrise. Fondant en larme, le roi voulut alors ériger un monument en hommage aux nobles personnages morts pour le pays. Les artisans convoqués manquant d'idée, l'évêque de Ville-des-légions Tremorin suggéra de faire appel à Merlin, le devin de Vortigern. L'enchanteur proposa d'envoyer chercher le Cercle des Géants, construction de pierres située sur le mont Killaraus, en Irlande. Ces pierres furent autrefois apportées par des géants depuis fin fond de l'Afrique en séjournant sur l'île. Elles sont mystiques et possèdent des vertus curatives. Ils les utilisaient dans les bains des malades ou les mélangeaient à des remèdes à base d'herbe pour les blessés, afin de les soigner. Uther Pendragon, frère du roi, partit donc pour l'Irlande avec des hommes et Merlin. Le roi irlandais Gillomanius tenta de les en empêcher avec son armée, sans succès. L'enchanteur demanda d'abord aux Bretons de trouver un moyen pour déplacer les pierres. Face à leur insuccès, il éclata de rire et mit en place ses propres engins, déplaçant les pierres avec une incroyable facilité, permettant de les acheminer jusqu'à destination, sur le mont Ambrius. Aurelius Ambrosius réunit alors le peuple et le clergé afin que la fameuse sépulture fût construite dans la joie et les honneurs. Puis, Merlin dressa les pierres d'après la même configuration qu'au mont irlandais. Il prouva ainsi que l'esprit l'emportait sur la force. À leur mort, Aurelius Ambrosius, Uther Pendragon et Constantin furent également enterrés à Stonehenge[2].
- Dans le Tome 4 de Tara Duncan, une partie de l'intrigue se déroule à Stonehenge.

### Cinéma
- Le monument sert de décor à la scène finale de Tess de Roman Polanski.
- Il joue un élément central dans Transformers: The Last Knight.

### Jeu vidéo
- Stonehenge peut être construit comme merveille mondiale dans plusieurs opus de la franchise Sid Meier's Civilization (Civilization IV, Civilization V, Civilization VI, Civilization Revolution, Civilization Revolution 2, Civilization World et Civilization: Call to power).

## Fêtes, rassemblements

### Rassemblements et cérémonies néo-druidiques
Bien qu'il soit prouvé que ce site mégalithique n'a pas été édifié par des druides, les mouvements « néo-druidiques » contemporains en ont fait un lieu de pèlerinage, investissant les lieux chaque année pour y célébrer le solstice d'été.
La "rencontre" entre le site archéologique de Stonehenge et le mouvement « néo-druidique » se fait en 1905, lorsque le propriétaire du site, Sir Edmund Antrobus, est initié dans l'Ancient Order of Druids, lors d'une cérémonie regroupant des centaines de membres venus de tout le Royaume. Le site étant devenu propriété de l’État en 1918, après la Seconde Guerre mondiale, les mouvances religieuses « néo-druidiques » commencèrent à y affluer, ce qui décida l'Ancient Order of Druids de ne plus s'y réunir, alors que c'est lui qui a associé Stonehenge aux druides dans l'imaginaire populaire.

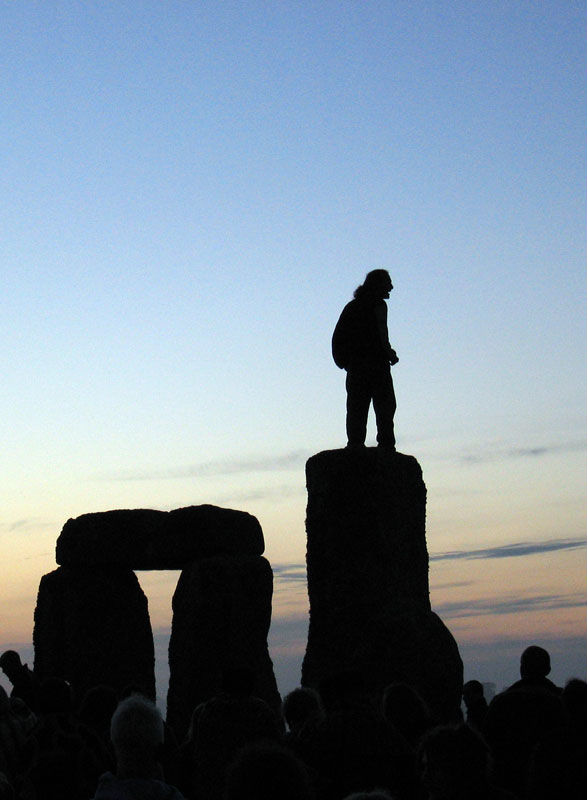
Homme perché, un jour de solstice.
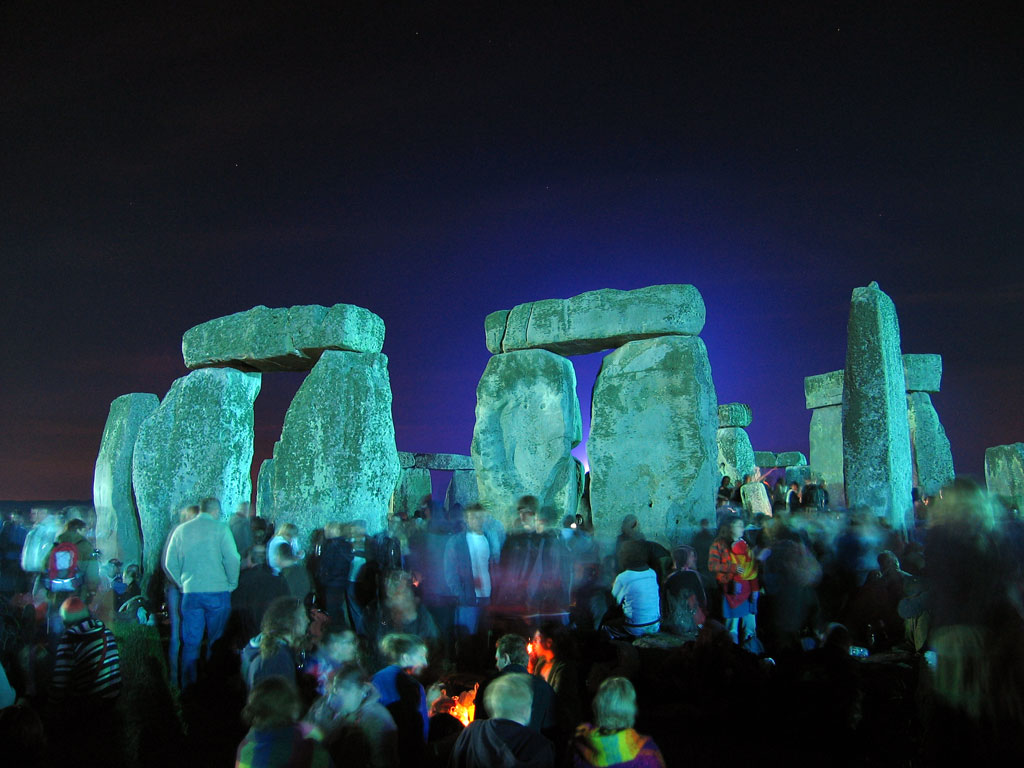
Fêtes du solstice
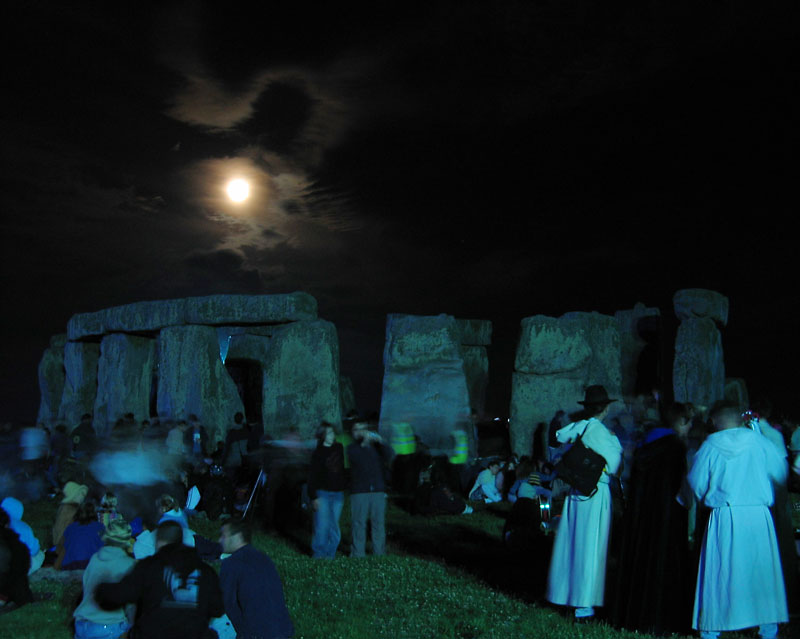
Rassemblement de néo-druides au clair de lune, un 21 juin.

## Exploits sportifs

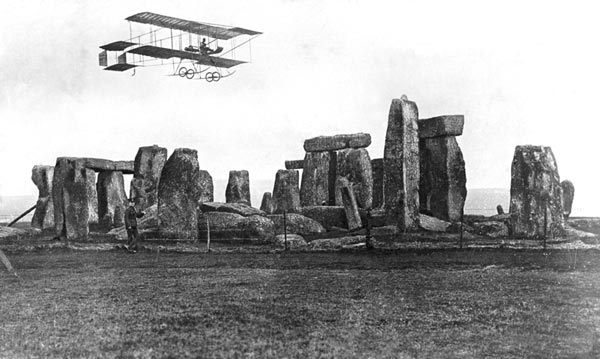
Deux époques : premier survol d'un symbole de l'humanité, par un aéroplane britannique "Bristol", en 1910.

Le premier survol de Stonehenge, par un aéroplane britannique "Bristol", en 1910, est resté l'un des plus fameux.

## Stonehenge, lieu touristique
La visite du site de Stonehenge, strictement canalisée et réglementée, est souvent ressentie comme frustrante - on reste à l'extérieur du cromlech -, d'autant que le droit d'entrée est fixé à des taux nettement élevés.

### Propriété du site
À la mort de l'ancien propriétaire, en 1915, sir Cecil Chubb acheta Stonehenge pour 6 600 £. Il céda le monument au gouvernement britannique en 1918, .

## Les répliques modernes de Stonehenge

### Répliques de Stonehenge à l'échelle 1/1

#### Maryhill, Washington

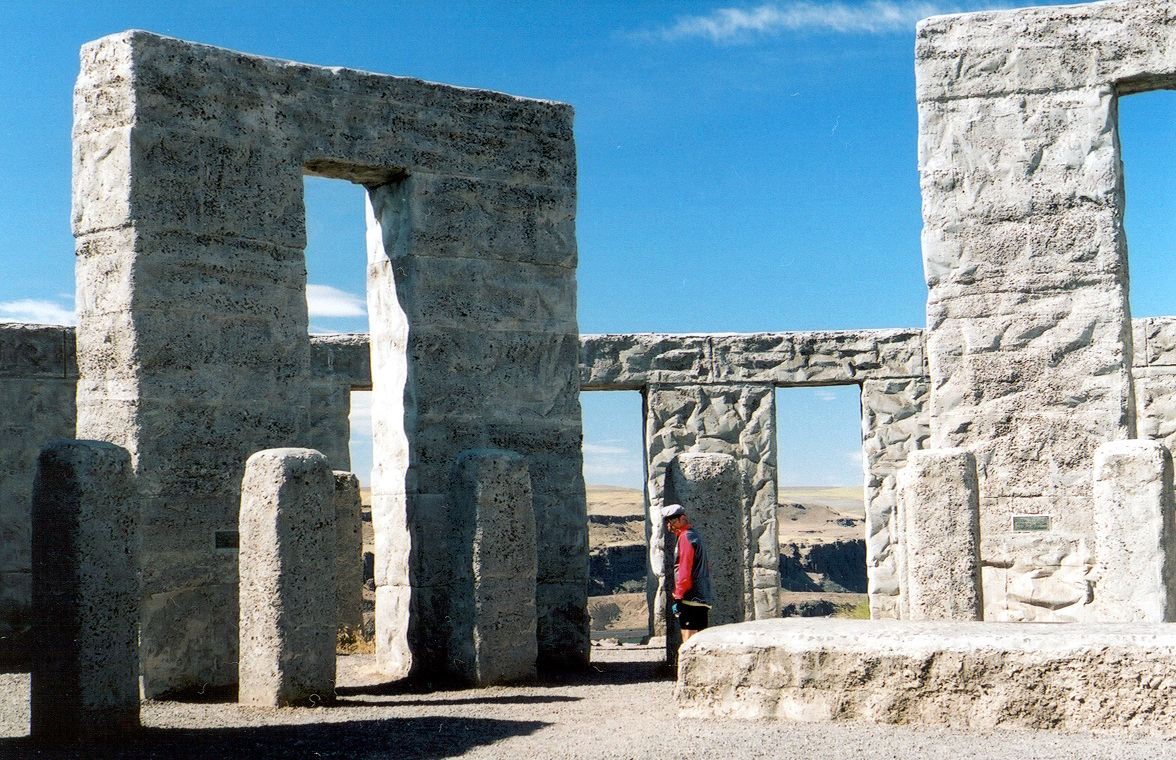
La réplique de Stonehenge, à Maryhill (WA).

Le Stonehenge de Maryhill (en), qui domine le fleuve Columbia, à Maryhill (en), dans l'État de Washington, aux États-Unis, est sans doute la réplique la plus fidèle du monument. Elle fut construite par Samuel Hill (en), juriste, administrateur des chemins de fer, créateur de nombreuses routes dans cet État. Il commença son œuvre en 1918 et l'acheva en 1930. Il mourut peu de temps après et fut inhumé dans une crypte aménagée sur le flanc de la colline.
Le monument est dédié aux morts de la Première Guerre mondiale. Il est construit en béton armé et orienté conformément à l'original. Le cercle des mégalithes est complet, c'est-à-dire qu'il forme une couronne continue et fermée de piliers et de linteaux. Les trilithes, les pierres bleues et la pierre d'autel sont reproduits avec le plus de fidélité possible.
Les mesures sont conformes à l'original. Le concepteur s'est attaché à donner au béton une surface irrégulière évoquant la pierre.
L'accès est libre. Le site lui-même est grandiose, dominant le fleuve Columbia, large comme un bras de mer, les neiges éternelles du Mont Hood (Oregon) se détachant à l'horizon.
Vues du monument :
- Vue satellite : 45° 41′ 40″ N, 120° 48′ 22″ O
- Vue panoramique 360°

#### Fortine, Montana
- (en) Stonehenge from Anderson Masonry Inc
- 48° 47′ 09″ N, 114° 52′ 49″ O Vue satellite de Stonehenge à Bigfork

### Répliques de Stonehenge à échelle plus réduite

#### Ingram, Texas
Stonehenge II est une reproduction à l'échelle 1/2, en hauteur 1/3, située à l'origine près de Hunt, Texas. En 2010, l'œuvre a été déplacée à Ingram, Texas.
- 30° 04′ 26″ N, 99° 21′ 31″ O Vue satellite de l'ancien site de Stonehenge II à Hunt, Texas.
- 30° 04′ 20″ N, 99° 14′ 55″ O Vue satellite du nouveau site de Stonehenge II à Ingram, Texas

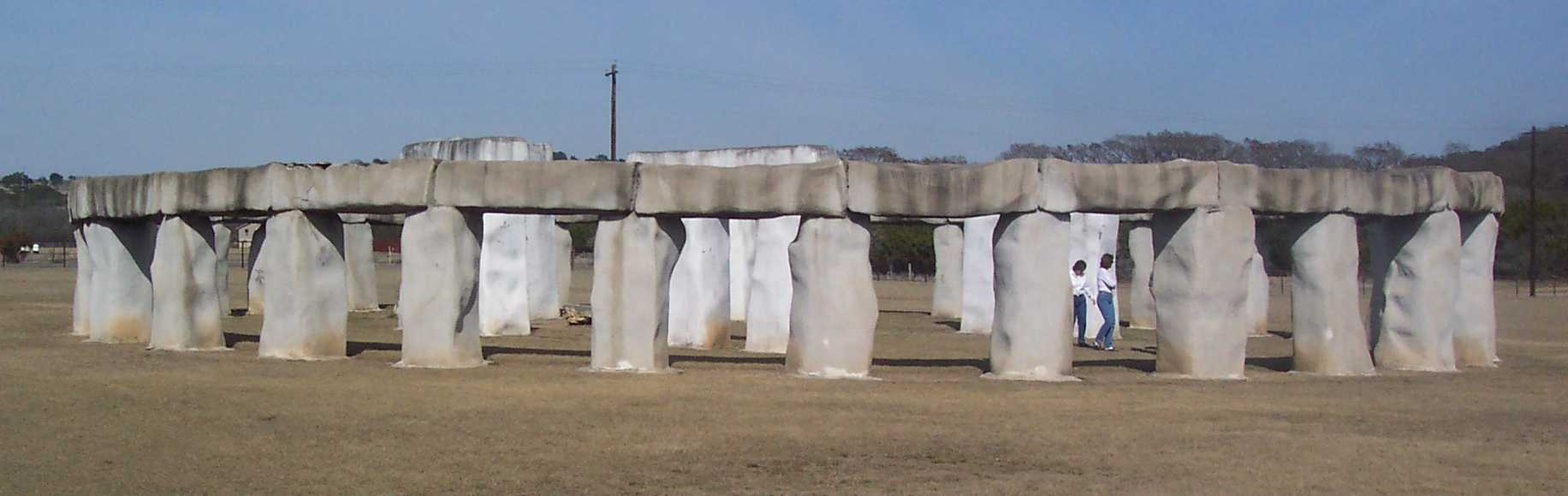
Stonehenge II (Texas).

#### Autres répliques américaines
Il existe aux États-Unis des répliques de toutes tailles et de toutes matières. Certaines ont un caractère réellement artistique. Voir les liens externes.
- Carhenge, Nebraska, est une œuvre inspirée par Stonehenge, utilisant comme matériaux de base 38 automobiles. L'auteur, Jim Reinders, en a conçu l'idée en 1982.